# 와다촌 (후쿠이현 아스와군)
와다촌(和田村)은 후쿠이현 아스와군에 설치되었던 촌이다. 현재의 후쿠이시에 해당한다.

## 역사
- 1889년 4월 1일 - 정촌제 시행에 의해 아스와군 와다촌이 성립하였다.
- 1936년 5월 1일 - 후쿠이시에 편입되었다.

## 참고문헌
- 角川日本地名大辞典 18 福井県